# Yoo Chang-soon
Yoo Chang-soon (Anju-si, P'yŏngan del Sur, 6 de agosto de 1918 - Seúl, 2 de junio de 2010) fue un político surcoreano, que ocupó el cargo de Primer ministro de 4 de enero a 24 de junio de 1982. Yoo estudió en la Escuela Comercial de Pionyang (평양 상업 학교) para pasar posteriormente al Hastings College de Nebraska, graduándose en 1950. Al año siguiente, entró al servicio del gobierno surcoreano, trabajando en la agencia del Banco de Corea en Toquio. Fue gobernado del Banco de Corea de 1961 a 1962.